# Poble de Gimenells
El Poble de Gimenells és un conjunt de Gimenells i el Pla de la Font (Segrià) que forma part de l'Inventari del Patrimoni Arquitectònic de Catalunya.

## Descripció
Poblat creat per l'Institut Nacional de Colonització després de la Guerra Civil espanyola. El poble té un traçat regular, on l'església i l'ajuntament se situen al centre municipi. Els habitatges són de planta rectangular o quadrangular i estan recoberts d'un encalat blanc. Solen ser d'una o dues plantes com a màxim, les cobertes de teules a dues aigües o a quatre vents, i les finestres quadrangulars o rectangulars.

## Història
Gimenells té els seus orígens al període islàmic, però no va ser fins després de la conquesta cristina, que el lloc fou repoblat i lliurat al segle xiv a la família Desvalls. Acabada la Guerra dels Segadors, Gimenells, com tota la zona, quedà despoblat. L'històric poblament s'ha de situar a 3 km de l'actual població, direcció Sucs, als voltants del castell de Gimenells (BCIN 758-MH).
L'any 1928 Ramon Albó Martí, fundador de l'Obra Tutelar Agrària, compra bona part de la finca de Gimenells al marquès d'Alfarràs, Lluís Desvalls. El 1943 s'expropien les terres al propietari de la finca, per tal de construir-hi el poble i les noves terres de cultiu. El nou poble fou conseqüència de la política transformadora de la terra endegada per l'Instituto Nacional de Colonización, i bastit sota les ordres de l'arquitecte Alejandro de la Sota, que a la vegada va ser l'artífex de la planificació urbanística i creador de molts d'aquests nuclis. El dia 1 de juliol de 1947 va tenir lloc la inauguració oficial del poble de Gimenells.
L'Instituto Nacional de Colonización es va crear l'octubre de 1939 amb la finalitat de reformar el sector de l'agricultura després de la situació en què havia quedat el territori durant la Guerra Civil. El projecte proposava la creació de nuclis de població mitjançant la construcció de séquies, embassaments, reparcel·lacions. La major part d'aquests nous assentaments es van erigir al voltant de les conques dels grans rius de l'estat espanyol, principalment a Andalusia, Extremadura, Castella la Manxa i l'Aragó, per aprofitar els cursos d'aigua per als nous regadius. A Catalunya sols se'n van construir quatre, tres dels quals se situen a la comarca del Segrià: Gimenells, Sucs i Pla de la Font, per aprofitar l'aigua del canal d'Aragó i Catalunya.
Les condicions que havien de tenir els futurs colons eren: "Saber llegir i escriure. Ser major de 23 anys o llicenciat en l'exèrcit o menor de 50 anys. Ser casat o vidu amb fills. Ser agricultor. Estar desproveït de tares hereditàries fisiològiques o efectes físics que impossibiliten o dificulten de manera notòria el treball agrícola. Posseir unes dots de moralitat i bones conductes acceptables."